# Joseph Bonomi der Ältere

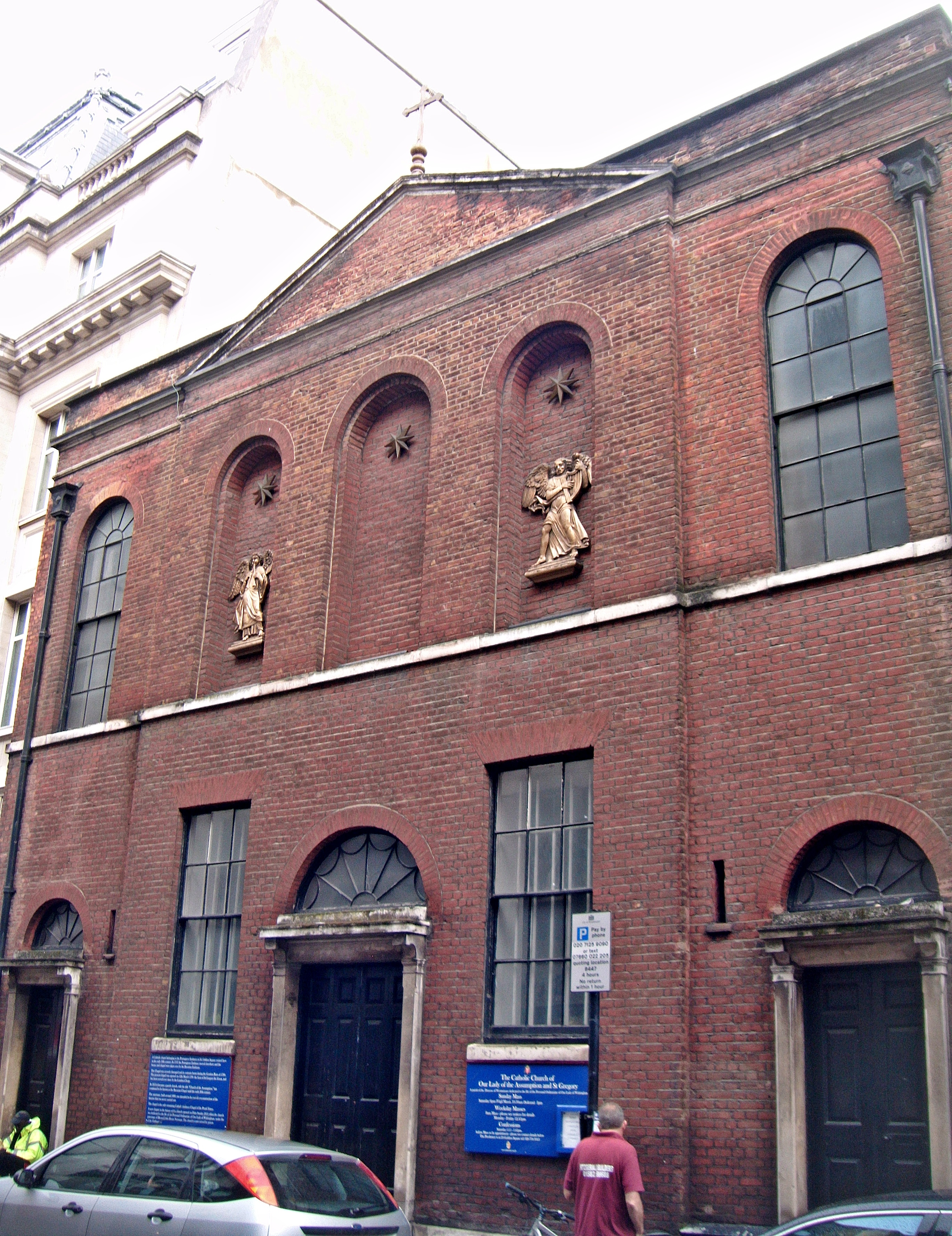
London, Warwick Street Church

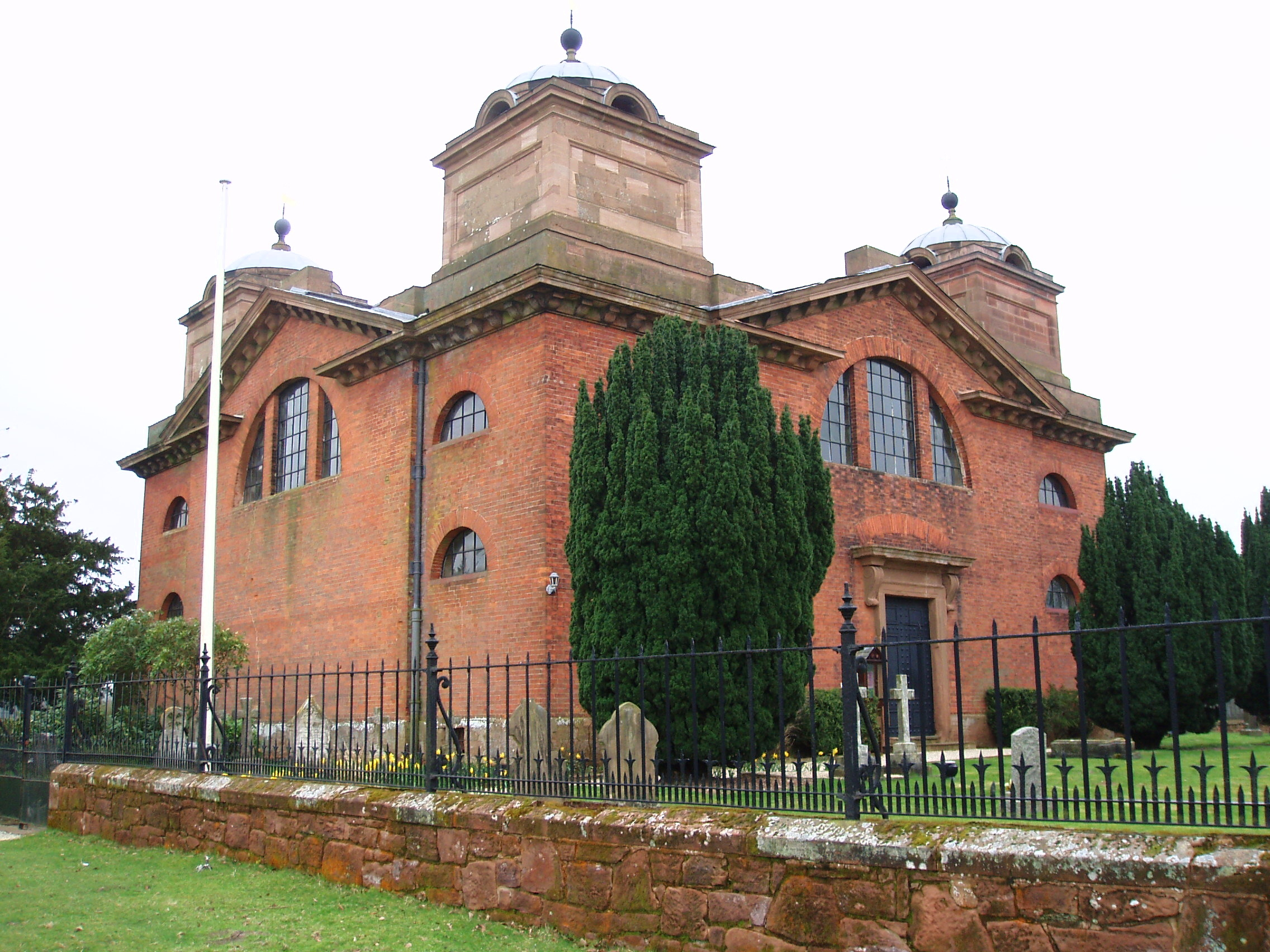
St. James-Kapelle in Packington Hall

Joseph Bonomi, zur Unterscheidung von seinem gleichnamigen Sohn der Ältere genannt (* 19. Januar 1739 in Rom; † 9. März 1808 in London), war ein italienischer Architekt und Zeichner, der ab 1767 in England arbeitete.

## Leben und Wirken
Nachdem er seine Jugend in Italien verbracht hatte, zog er 1767 nach London. Hier arbeitete er von 1768 bis 1781 bei den Architekten Robert Adam und dessen Bruder James Adam, bevor er sich selbständig machte. 1775 heiratete er eine Cousine von Angelika Kauffmann. 1789 wurde er assoziiertes Mitglied der Royal Academy of Arts und konnte von diesem Zeitpunkt an dort Ausstellungen seiner Zeichnungen durchführen. 1804 wurde er zum Ehren-Architekten am Petersdom in Rom ernannt. Er starb 1808 in London.
Bonomi arbeitete im neoklassizistischen Stil, so errichtete er etwa Dale Park, Sussex, für John Smith (1784–1788), die Galerie von Towneley Hall, Lancashire, für Charles Townley (1789). Weitere Werk sind die Warwick Street Church in London (1790) und die Familienkapelle St. James’, die er 1789 für den Earl of Aylesford auf dem Grundstück seiner Villa Packington Hall, Warwickshire, errichtete.
Joseph Bonomi der Ältere war der Vater von Ignatius Bonomi (1787–1870), ebenfalls Architekt, und von Joseph Bonomi dem Jüngeren, der ein bekannter Zeichner und Ägyptologe wurde.